# 赵椿龄
赵椿龄（1218年—1290年），字寿卿，元朝将领，真定藁城（今河北省石家庄市藁城区）人。赵迪之子。
赵椿龄袭父职为永安军节度使、藁城丞，转任县令。有甲乙二人一起饮酒，甲返家，乙不知所往。其家诉讼甲杀死了乙，甲被诬认罪。赵椿龄以找不到乙的尸体，没有让他为甲偿死。一月后，冰解尸出，是醉后堕水而死，甲得以昭雪。转任西京总管，兼大同尹。皇帝下诏制发民女实掖庭，赵椿龄上言反对。改为南京总管，兼开封尹。就任，太子真金留为兵部尚书。不久，改户部尚书、礼部尚书。至元十七年（1280年），出为陕西汉中道提刑按察使。至元十八年（1281年），改为中奉大夫、荆湖北道宣慰使。至元二十七年（1290年）卒，时年七十三岁。其子赵瓛，大中大夫、江州总管。